# Parameta defecta
Parameta defecta là một loài nhện trong họ Tetragnathidae.
Loài này thuộc chi Parameta. Parameta defecta được Embrik Strand miêu tả năm 1906.